# Amolops compotrix
Espèce
Statut de conservation UICN

 LC  : Préoccupation mineure
Synonymes
- Rana compotrix Bain, Stuart & Orlov, 2006

Amolops compotrix est une espèce d'amphibiens de la famille des Ranidae.

## Répartition
Cette espèce se rencontre  :
- au Viêt Nam dans la province de Kon Tum ;
- au Laos dans les provinces de Khammouane et de Xieng Khouang.

## Étymologie
Le nom spécifique compotrix vient du latin compotrix, le compagnon de beuverie, en référence au comportement de reproduction de cette espèce. En effet les amplexus et les mâles appelants ont été trouvés dans la zone d’éclaboussure d'une grande cascade.

## Publication originale
- Bain, Stuart & Orlov, 2006 : Three new Indochinese species of cascade frogs (Amphibia: Ranidae) allied to Rana archotaphus. Copeia, vol. 2006, no 1, p. 43-59 (texte intégral).